# Tarazona de la Mancha
Tarazona de la Mancha é um município da Espanha na província de Albacete, comunidade autónoma de Castilla-La Mancha, de área 212,5 km² com população de 6493 habitantes (2004) e densidade populacional de 30,37 hab/km².

## Demografia
| Variação demográfica do município entre 1991 e 2004 | Variação demográfica do município entre 1991 e 2004 | Variação demográfica do município entre 1991 e 2004 | Variação demográfica do município entre 1991 e 2004 |
| --------------------------------------------------- | --------------------------------------------------- | --------------------------------------------------- | --------------------------------------------------- |
| 1991                                                | 1996                                                | 2001                                                | 2004                                                |
| 5765                                                | 5976                                                | 6252                                                | 6454                                                |